# Mike Riley (trombonist)
Mike Riley (Fall River (Massachusetts), 5 januari 1904 – Redondo Beach (Californië), 2 september 1984) was een Amerikaanse jazzmuzikant (trombone, trompet), songwriter en orkestleider op het gebied van swing en populaire muziek.

## Biografie
Mike Riley wordt vooral herinnerd vanwege de hit The Music Goes Round and Round uit 1935, gecomponeerd met Eddie Farley en een van de meest succesvolle titels van dat jaar. Riley speelde zowel trompet als trombone. Hij bespeelde dit instrument in 1927 in de band van Jimmy Durante, die speelde in de New Yorkse Parody Club. Toen ontmoette hij begin jaren 1930 Eddie Farley in de band van Will Osborne. In 1934 verlieten Riley en Farley de band van Osborne om samen hun eigen ensemble te vormen, waarmee ze optraden in clubs in New York. Ze waren vooral bekend door hun verbintenis in de Onyx Club in 1935. Toen kregen ze een platencontract bij het nieuw opgerichte Decca Records, waarop hun nummer The Music Goes Round and Round verscheen, dat begin 1936 een nationaal succes werd in alle jukeboxen van de Verenigde Staten. Door de enorme populariteit van het nummer konden ze de band uitbreiden. Mike Riley schreef andere nummers voor de band, zoals Laughing Through Years, I'm Gonny Clap My Hands, Rip Van Winkle en Lookin' for Love. Riley en Farley gingen eind 1936 uit elkaar, ieder zette zijn eigen band voort. Riley bleef in de jaren 1940 in de omgeving van New York werken en in de jaren 1950 in Chicago. Van daaruit ging hij in de jaren 1960 op talloze tournees met een dixieland-band.

## Overlijden
Mike Riley overleed in september 1984 op 80-jarige leeftijd.
- Gemeinsame Normdatei: 123219977X
- International Standard Name Identifier: 0000 0000 8105 211X
- Library of Congress Control Number: no2003036535
- MusicBrainz: 17d69290-c2c8-43cc-8437-9c0cdb61190c
- Nationale Bibliotheek van Tsjechië: jo20201074719
- Istituto Centrale per il Catalogo Unico: DDSV002896
- Virtual International Authority File: 316014982
- WorldCat: E39PBJycKHd9xqMJfCgvRcdvpP